# 102-я танковая бригада
 102-я танковая бригада  — танковая бригада Красной армии в годы Великой Отечественной войны.
Сокращённое наименование — 102 тбр.

## Формирование и организация
102-я танковая бригада начала формирование на основании Директивы НКО № 723499сс от 15.02.1942 г. Формирование происходило в период с 23 февраля по 22 апреля 1942 г. в Сталинградском АБТ центре на базе 207-го и 208-го отд. танковых батальонов.
23 апреля 1942 г. бригада переброшена на Брянской фронт в район Ст. Оскола. 26 апреля 1942 г. вошла в состав 4-го тк.
24 июня 1942 г. бригада в составе 4-го тк включена в состав Юго-Западного фронта.
2 июля 1942 оборонялась на станции Горшечное совместно с 31-й мотострелковой бригадой. В ходе удара с северо-востока частей дивизии Великая Германия 2 июля была разгромлена, материальная часть полностью утеряна. Ночью остатки личного состава отошли на Богородицкое, управление бригады и знамя сохранены.
25 августа 1942 г. бригада в составе 4-го тк вошла в состав Сталинградского фронта, вела боевые действия.
С 30 ноября 1942 г. бригада в составе 4-го тк переброшена на доукомплектование в г. Тамбов в Трегулевские лагеря.
11 января 1943 г. бригада в составе 4-го тк передана Воронежскому фронту, где была подчинена 40-й армии.
Приказом НКО № 57 от 07.02.1943 г. преобразована в 22-ю гв. танковую бригаду.

## Боевой и численный состав
Бригада сформирована по штатам №№ 010/345-010/352 от 15.02.1942 г.:
- Управление бригады [штат № 010/345]
- 207-й отд. танковый батальон [штат № 010/346]
- 208-й отд. танковый батальон [штат № 010/346]
- Мотострелково-пулеметный батальон [штат № 010/347]
- Противотанковая батарея [штат № 010/348]
- Зенитная батарея [штат № 010/349]
- Рота управления [штат № 010/350]
- Рота технического обеспечения [штат № 010/351]
- Медико-санитарный взвод [штат № 010/352]

Директивой НКО № 1106212сс от 22.12.1942 г. переведена на штаты №№ 010/270-010/277 от 31.07.1942 г.:
- Управление бригады [штат № 010/270]
- 207-й отд. танковый батальон [штат № 010/271]
- 208-й отд. танковый батальон [штат № 010/272]
- Мотострелково-пулеметный батальон [штат № 010/273]
- Истребительно-противотанковая батарея [штат № 010/274]
- Рота управления [штат № 010/275]
- Рота технического обеспечения [штат № 010/276]
- Медико-санитарный взвод [штат № 010/277]

## Подчинение
Периоды вхождения в состав Действующей армии:
- с 21.04.1942 по 22.12.1942 года.
- c 15.01.1943 по 07.02.1943 года

| Дата            | Фронт (округ)                | Армия                 | Корпус            | Дивизия | Бригада | Примечания |
| --------------- | ---------------------------- | --------------------- | ----------------- | ------- | ------- | ---------- |
| 01.04.1942 года | Сталинградский военный округ |                       |                   |         |         |            |
| 01.05.1942 года | Брянский фронт               |                       | 4 танковый корпус |         |         |            |
| 01.06.1942 года | Брянский фронт               |                       | 4 танковый корпус |         |         |            |
| 01.07.1942 года | Брянский фронт               |                       | 4 танковый корпус |         |         |            |
| 01.08.1942 года | Воронежский фронт            | 6-я Армия             | 4 танковый корпус |         |         |            |
| 01.09.1942 года | Сталинградский фронт         | 1-я гвардейская Армия | 4 танковый корпус |         |         |            |
| 01.10.1942 года | Донской фронт                | 1-я гвардейская Армия | 4 танковый корпус |         |         |            |
| 01.11.1942 года | Юго-западный фронт           |                       | 4 танковый корпус |         |         |            |
| 01.12.1942 года | Донской фронт                | 21-я армия            | 4 танковый корпус |         |         |            |
| 01.01.1943 года | Приволжский военный округ    |                       | 4 танковый корпус |         |         |            |
| 01.02.1943 года | Воронежский фронт            |                       | 4 танковый корпус |         |         |            |

## Командиры

### Командиры бригады
- Коротков, Виктор Васильевич, подполковник, 28.03.1942 - 15.09.1942 года [2]
- Кошелев, Николай Васильевич, подполковник, с 29.10.1942 полковник (24.01.1943 тяжело ранен),16.09.1942 - 07.02.1943 года [3]

### Начальники штаба бригады
- Лукшин Александр Михайлович, майор, 00.03.1942 - 08.02.1943 года.[4]

### Начальник политотдела, заместитель командира по политической части
- Гринберг Лазарь Хаймович, ст. батальон. комиссар, с 06.12.1942 подполковник 5.03.1942 - 25.10.1942 года.[5]
- Передков Михаил Иванович, подполковник, 25.10.1942 - 20.11.1942 года.[6]
- Огородников Александр Семенович, майор, 20.11.1942 - 07.02.1943 года.[7]
- Фурсов Михаил Иванович, ст. батальон. комиссар (02.07.1942 погиб в бою) 27.02.1942 - 02.07.1942  года.
- Попков Иван Михайлович, майор 10.11.1942 - 07.02.1943 года.[8]